# NGC 235
NGC 235는 고래자리에 위치한 렌즈형 은하이다. 동반하고 있는 PGC 2570은 시선에 나타나 있지만, NGC 235와는 관련이 전혀 없다. 이 두 은하들은 1886년, 미국인 천문학자 Francis Leavenworth에 의해 발견되었다.